# Herbert (Saskatchewan)
Herbert è un comune del Canada, situato nella provincia del Saskatchewan, nella divisione No. 7.